# Viktor Demyanenko
Viktor Demyanenko est un boxeur soviétique né le 26 août 1958 à Almaty au Kazakhstan.

## Carrière
Il remporte aux Jeux olympiques d'été de 1980 à Moscou la médaille d'argent dans la catégorie poids légers.

## Palmarès

### Jeux olympiques
- Médaille d'argent en -60 kg aux Jeux de 1980 à Moscou, URSS